# Eumicrota atoma
Eumicrota atoma är en skalbaggsart som beskrevs av Thomas Casey 1906. Eumicrota atoma ingår i släktet Eumicrota och familjen kortvingar. Inga underarter finns listade i Catalogue of Life.